# Mechelsestraat
De Mechelsestraat is een straat in het centrum van Leuven die de Grote Markt verbindt met de ring van Leuven. De Mechelsestraat gaat daar aan de kruising, de Mechelsepoort, bovenop de Keizersberg, over in de Mechelsesteenweg. De ring wordt voor het deel ten zuidwesten van de kruising met de Mechelsestraat aangeduid als Den Boschsingel, voor het deel ten noordoosten als Lüdenscheidsingel. De Mechelsestraat is voor een belangrijk deel open voor alle verkeer, weliswaar door de engte van de straat deels voor eenrichtingsverkeer. Maar na het autovrij maken van het eerste deel van de Diestsestraat werd ook eind 20e eeuw het meest naar het centrum gerichte deel van de Mechelsestraat, van het De Layensplein tot de kruising met de Vismarkt, volledig autovrij.
De straat is een van de oudste verkeerswegen van de stad en dateert uit de middeleeuwen, net als de Diestsestraat, de Tiensestraat, de Naamsestraat en de Brusselsestraat.  De historische invalsweg voor wie vanuit Mechelen en de tussenliggende woonkernen de stad wilde bereiken, werd reeds in de 14e eeuw vermeld, maar is zonder twijfel ouder, op de Keizersberg werd al in de 9e eeuw door Arnulf van Karinthië een versterkte vesting opgetrokken, en in de 12e eeuw werd er door de hertogen van Brabant de hertogelijke burcht gebouwd, een burcht die echter - vervallen tot ruïne - in 1782 op last van Keizer Jozef II werd afgebroken. Rond 1900 werd op de site aan Mechelsepoort de neoromaanse Abdij van Keizersberg gebouwd.  
De straat die burcht en stad verbond had over de lengte van zijn tracé meerdere namen. Het eerste stukje van de Grote Markt tot de kruising met Jodenstraat en Schrijnwerkersstraat werd aangeduid als "aan de lange trappen" (van de kerk) of nabij het kerkhof.  Door de aanleg van het Mathieu de Layensplein voor het voorportaal van de Sint-Pieterskerk werd de Mechelsestraat onderbroken. De straat begint nu aan de Grote Markt en loopt langs de Sint-Pieterskerk naar het Mathieu de Layensplein. Aan de overzijde van het plein loopt de Mechelsestraat verder richting de Vismarkt. Dat aansluitend stuk, tot de Vismarkt, was vroeger gekend als de Schipstraet, leidend naar de oude rivierhaven op de huidige Vismarkt. Van vismarkt tot de voet van de Keizersberg ging het over de Borghstrate of Borchtstraet, later ook Kasteelstraat. De als "Boelenberg" aangeduide klim verliep door een holle weg die klom tot de "Buiten-Borch-Poorte", "Wilselse Poort", "Bergpoort" of "Mechelsepoort" van de tweede stadsomwalling uit 1358 van de ringmuren van Leuven. 
De Buiten-Borchtpoort bevond zich dus bovenop de Keizerberg, daar waar nu de huidige ringlaan de straat overbrugt. De slechte bouwkwaliteit maakte dat de poort in 1445 al een ruïne was geworden, die door Matthijs de Layens werd heropgericht en versterkt. De Layens zou nadien tussen 1462 en 1469 even zuidelijker de Verloren Kosttoren ontwerpen en bouwen. 
Als een van de oudere steenwegen werd reeds in 1730, nog onder het bewind van Keizer Karel VI als vervanging van de oude veldwegen de nieuwe, en kaarsrechte verbinding tussen Leuven en Mechelen aangelegd, een verharde verbinding die aansloot met de Mechelsestraat op die Mechelsepoort.
In de stad zelf heeft de Mechelsestraat een zeer bochtig tracé, licht dalend in hoogte van aan de Sint-Pieterskerk tot de brug over de Dijle, en iets verder en iets hoger de passage over de Voer en vervolgens sterker stijgend tot een laatste felle klim op de Keizersberg of nog steeds als "Boelenberg" aangeduide helling bij de Abdij Keizersberg tot aan de voormalige Mechelsepoort.
Aan die brug over de Dijle kruiste de eerste stadsomwalling van de ringmuren, gebouwd in 1150, de Borchtstraat, nu Mechelsestraat. De Borgstraete-Binnenpoort stond op de rechteroever van de rivier, richting stadscentrum.  De rivier werd overbrugd door de Bogaardenbrug, genaamd naar het net buiten de stadspoorten op de linkeroever gebouwde Klooster van de Bogaarden. Toen dit in de 17e eeuw werd bevolkt door de Oratorianen wijzigden de naam van klooster en brug overeenkomstig. De toren van de binnenpoort werd later herbruikt als gevangenis. De ruimte van de eerste ringmuren werd deels ingenomen door de universitaire Pedagogie De Burcht.
De Mechelsestraat in al zijn vroegere delen en namen was een trekpleister voor handelaars, neringdoeners en ambachtslui. Visverkopers waren vooral tussen Grote Markt en Vismarkt te vinden, dicht bij de rivierhaven.  De Dijle maakte de straat en omgeving ook uiterst geschikt voor de vestiging van brouwerijen, al dan niet met aanliggende herbergen, waarvan Den Grooten Cruywaeghen en den Cleynen Cruywaeghen sprekende voorbeelden zijn. Rond 1770 telde de Mechelsestraat nog 14 brouwerijen, eind 19e eeuw waren er hiervan nog een viertal in bedrijf en Brouwerij Artois, ontstaan uit Brouwerij De Hoorn, tot een mondiaal bedrijf zou uitgroeien.
De Sint-Geertruikerk met 71 meter hoge toren met beiaard - een van de zeven wonderen van Leuven -, wereldberoemd koorgestoelte en ernaast de gebouwen van de voormalige Sint-Gertrudisabdij ligt op enkele meters van de Mechelsestraat.  Om de hoek, in de Mechelsestraat 137, staat het oudste nog door particulieren bewoonde huis van Leuven: 'De Warande'. Het oudste document waarin het huis vermeld wordt, is een verkoopsakte uit 1421.
Op de plaats waar de Schrijnmakersstraat en de Mechelsestraat op het Mathieu de Layensplein uitlopen, ligt de mijlpaal Middelpunt der stad Leuven. Enkele meters verder staat een standbeeld van de beroemde humanist Desiderius Erasmus, het beeld gecreëerd door René Rosseel werd in 1979 ingehuldigd. 